# Gianfranco Ferré
Gianfranco Ferré (Legnano, 15 agosto 1944 – Milano, 17 giugno 2007) è stato uno stilista italiano, esponente del made in Italy e fondatore della Gianfranco Ferré Spa.

## Biografia
Primogenito di Luigi Ferré e Andreina Morosi, il padre era proprietario di una piccola impresa per la produzione di macchine utensili, mentre la madre, originaria di Cremona, lasciata la gestione di un negozio di generi di monopoli, decise di occuparsi a tempo pieno della casa e della famiglia.
Mostrò da giovanissimo il suo talento quando vinse, non ancora diciassettenne, il concorso nazionale di pittura indetto nel 1960 dall'associazione culturale "Famiglia Legnanese", con un dipinto ad olio. Dopo una laurea in Architettura al Politecnico di Milano nel 1969, Ferré fece il suo ingresso nel settore della moda negli anni settanta, ottenendo riscontri come creatore di bigiotteria e accessori. Iniziò da allora a collaborare con Walter Albini e Christane Baily. Seguirono il viaggio in India, dove visse e lavorò per diversi anni, con ricerche, ideazione e produzione della collezione "Ketch", la nascita del prêt-à-porter femminile e la fondazione della società che porta il suo nome, il lancio dell'abbigliamento maschile e la creazione di una gamma di accessori e prodotti realizzati su licenza avvenuta nel 1989 per la linea femminile di Haute Couture, prêt-à-porter e Fourrure e la creazione della linea di conformato femminile "FORMA O BY GFF".
Nel 1978 fondò la sua maison, la Gianfranco Ferré Spa e nel 1989 assunse la direzione artistica della casa di moda francese Christian Dior. Nel 1982 creò la linea di abbigliamento e accessori uomo "Gianfranco Ferré". Nel 1984 creò il primo profumo femminile. Nel 1986 la prima fragranza maschile e la prima collezione "Gianfranco Ferré Couture". In questi anni fu creata la linea "Gianfranco Ferré Jeans" e siglato con la Italiana Manifatture SpA di San Benedetto del Tronto un accordo di licenza per la produzione e distribuzione delle linee Gianfranco Ferré Jeans (uomo, donna), Gianfranco Ferré Junior e successivamente le linee Gianfranco Ferré Fans e Gianfranco Ferré Rhinosaurex. Sempre con la Italiana Manifatture SpA siglò una co-branding nel settore moda con il marchio Oaks by Ferré. Nel 1991 uscì sul mercato il profumo "Ferré by Ferré".
Nel 2000 uscì la linea per bambini alla quale seguì un preliminare accordo tra Gianfranco Ferré Spa con la IT Holding di Tonino Perna, ora in amministrazione controllata, per l'acquisizione del 90% della società milanese da parte del gruppo molisano, concretizzata nel 2002. 
Il 15 giugno 2007, in seguito ad un'emorragia cerebrale, Ferré fu ricoverato nel reparto di terapia intensiva dell'Ospedale San Raffaele di Milano, dove morì il 17 giugno alle 21. I funerali si svolsero nella Basilica di San Magno a Legnano. La salma venne tumulata nella tomba di famiglia nel cimitero monumentale di Legnano.

## Fatturato
Il fatturato globale nel 1998 era pari a 1,520 miliardi di lire.

## Archivio
La documentazione è stata prodotta dalla società Gianfranco Ferré dal 1978 fino al giugno 2007, con antecedenti dal 1944 per le foto personali. Dal 2008 l'Archivio Gianfranco Ferré è conservato dalla Fondazione Gianfranco Ferré.